# دیمیتار برباتوف
دیمیتار برباتف (به انگلیسی: {{{1}}}) Dimitar  BERBATOV(زاده ۳۰ ژانویه ۱۹۸۱) بازیکن بازنشسته فوتبال بلغارستانی است.

## زندگی ورزشی
برباتوف متولد بلاگوگارد صوفیه در بلغارستان است. پدرش ایوان بازیکن فوتبالی حرفه‌ای بود و مادرش ماگریتا هندبالیست حرفه‌ای است.در اخرین سال بازیکنی او جهت حضور در  باشگاهی ایرانی، به ایران سفر کرد اما در تست های پزشکی مردود شد.
آلن شیرر الگوی همیشگی برباتوف بوده و با لباس شماره ۹ وی به رختخواب می‌رفت.
او روابط عاطفی چندانی نداشت و هنوز هم در آستانه ورود به دهه ۳۰ زندگی اش علاقه‌ای به ازدواج و تشکیل خانواده نشان نمی‌دهد.
برباتوف بهترین گلزن تاریخ بلغارستان است و ۶ بار به عنوان مرد سال این کشور انتخاب شده‌است که از این حیث با هریستو استویچکوف بازیکن اسبق بلغارستان برابری می‌کند.
طی آمارگیری که تلویزیون نوا متعلق به بلغارستان برباتوف یکی از ۱۰ مرد جذاب بلغارستان شناخته شد.
او تنها ۱۷ سال داشت که در باشگاهی که پدرش سالها در آنجا بازی می‌کرد یعنی زسکا صوفیه بازی کرد وی در سالهای ۱۹۹۸ تا ژانویه ۲۰۰۱ در آنجا بازی کرد و اولین بازی خود را در سن ۱۸ سالگی در سال ۱۹۹۹ برای این تیم انجام داد.
وی توانست در سال ۱۹۹۹ قهرمان لیگ بلغارستان شود و عنوان آقای گلی را با ۱۴ گل کسب کند. سپس به بایر لورکوزن پیوست و از آنجا در سال ۲۰۰۶ با مبلغ ۱۶ میلیون یورو به تاتنهام هاتسپرز پیوست تا گرانترین بازیکن تاریخ بلغارستان شود.
جالب است وی در اولین بازی برای تاتنهام موفق شد ۲ گل در ۲ دقیقه بزند تا ارزش مبلغ قراردادش را به اثبات برساند. او در تابستان ۲۰۰۸ توانست به منچستر یونایتد بپیوندد و در اولین نبردش مقابل لیورپول قرار گرفت.
او توانسته هفت بار مرد سال بلغارستان شود.
وی در سال ۲۰۱۰ بهترین بازیکن بلغارستان انتخاب شد.
او در تابستان سال ۲۰۱۲ به تیم فولهام پیوست.